# رنگ شک
رنگ شک یک مجموعه تلویزیونی ایرانی به کارگردانی و نویسندگی فریبرز عرب‌نیا است.
فیلم‌نامه این مجموعه بر اساس طرحی از فریبرز عرب‌نیا و مجید آسودگان می باشد.

## داستان
یک افسر نیروی انتظامی مأموریت می‌یابد تا وارد یک باند بسیار مخوف مواد مخدر شود و به دلیل فوق سری بودن عملیات، تنها یکی از فرماندهان مافوق او از این مأموریت مطلع است و…

## بازیگران
- فریبرز عرب‌نیا - علی نبوی
- آرش مجیدی- امجد
- شهرزاد کمال‌زاده - رویا، همسر علی
- معصومه آقاجانی - مادر رویا
- حمیدرضا هدایتی - خلافکار
- عمار تفتی - خلافکار
- امیر مولوی - مجیدی، پدر رویا
- محمدرضا شیرخانلو - امین، فرزند رویا
- افسانه چهره آزاد - روانشناس رویا
- هدایت الله سجادی - سرهنگ

و
- شاهرخ فروتنیان - سرگرد شاهین